# TOKYO FM 夢の第九コンサート

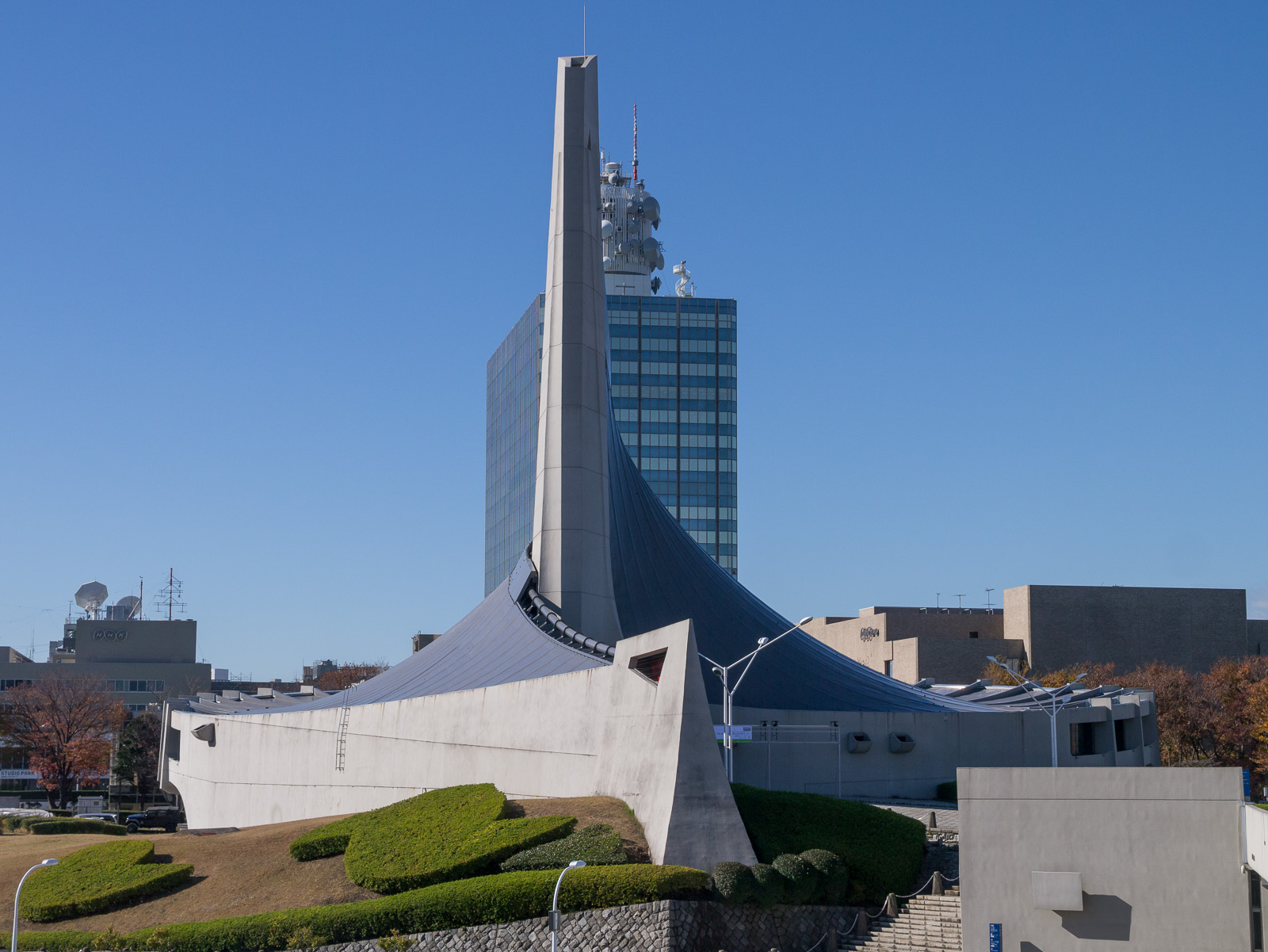
2014年（平成26年）の第5回公演より会場として使用されている国立代々木競技場・第2体育館。後方に見えるのはNHK放送センター建物群（後方左手および中央奥）とNHKホール（後方右手奥）

TOKYO FM 夢の第九コンサート（とうきょうエフエム ゆめのだいくコンサート）は、毎年12月に東京都心に於いて開催されている、一般公募により都度結成される合唱団を従えてのベートーヴェン「第九」演奏をメインとする音楽興行。

## 概要
本興行はJFN系列のキー局であるエフエム東京（TOKYO FM）が2010年（平成22年）に開局40周年を迎えたことを記念する事業の一環として企画・開催されたのが始まりで、以降毎年一貫してTOKYO FMが企画・主催してきている。
2010年の創始時には『TOKYO FM開局40周年記念 SUZUKI presents 夢の第九コンサート in 日本武道館』と銘打ち、そのタイトルで示されている通り、東京・千代田区の北の丸公園内に所在し武道関係のほかポピュラー音楽系統主要公演の会場としても使用される日本武道館を借りて公演を行った。
翌2011年（平成23年）に開催された第2回公演より同じく東京・千代田区内に所在する東京国際フォーラム・ホールAに会場を移すと共に、タイトルも『TOKYO FM 夢の第九コンサートxxxx』（xxxxには開催年の西暦表記4桁が入る）と簡潔化され、今日に至っている。

尤も公演会場に関しては、公演指揮者（後記）自身の意向もあって、2014年開催の第5回公演については会場をNHKホール（NHK放送センター）にほど近いところに所在する国立代々木競技場第2体育館に移して開催されることとなり、同年3月下旬頃に首都圏内で活動する合唱団に対して通知されたのに続き、5月9日には公演主催者であるTOKYO FMのWebサイト内に於いても正式に発表されている。

## 運営
本興行は先に記しているようにエフエム東京（TOKYO FM）の主催により行われ、初回公演では同じくJFN系列に属するエフエム大阪（FM OSAKA）・エフエム福岡（FM FUKUOKA）・エフエム北海道（Air-G'）・エフエム愛知（FM AICHI）のFMラジオ局4局からの後援を得ているほか、2012年（平成24年）開催の第3回公演ではTOKYO FMの関連会社の一つで東京都を放送対象地域とする独立系テレビ局「東京メトロポリタンテレビジョン（TOKYO MX）」の後援を得ている。また初回公演以来毎年、スズキの協賛をも得ている。

## 出演者（アーティスト・著名人）

### 公演指揮者
本興行の公演指揮者には、2010年（平成22年）の初回公演から一貫して、大阪市出身の女性指揮者で現在はロイヤルチェンバーオーケストラの音楽監督などを務めている西本智実を招請、千単位の人数規模の合唱団などと向き合っている《合唱団のことに関しては後記「合唱団について」項を参照》。千から万単位の人数規模を持つ大規模な合唱団を従えての「第九」催事で、創始以来一貫して一人の女性指揮者がタクトを執り続けるのは本興行のみである。
公演会場を東京国際フォーラム・ホールAに移した第2回公演（2011年；平成23年）以降に関して西本は、第2回・第3回（2012年；平成24年）両公演に於いては、他の一般的な「第九」演奏会と同様、ステージ上に乗るオーケストラやソリスト陣、そして一部合唱団メンバーに向けてタクトを執っていたが、2013年（平成25年）開催の第4回公演に於いては、オーケストラと共に向きを180度転換（回転）させている。このため西本自身がステージの中央奥から客席側に向けてタクトを執る格好となった。

### 管弦楽ほか
管弦楽は2012年（平成24年）開催の第3回公演までは在京プロオーケストラが公演回毎に入れ替わり担当していたが、2013年（平成25年）開催の第4回公演以降は公演指揮者の西本が2012年に自ら旗揚げしたイルミナート・フィルハーモニー・オーケストラが担当している。
また2011年（平成23年）開催の第2回公演では、一般の合唱参加者たち（後記）と共に、がん（癌）を患った経験を有する著名人を中心に「がん撲滅」を呼び掛ける著名人やマスコミ関係者らが結集したコーラスグループ「スター混声合唱団」の一部メンバーも演奏参加していた。

### 歴代出演者一覧（管弦楽・ソリスト陣）
「第九」ソリスト陣については、楽曲としての「第九」を演奏するために必要な楽器パートの譜面上に於ける表記方に則って「ソプラノ・アルト・テノール・バリトン」の各独唱パートにて列記することとした。
第1回：2010年（平成22年）12月21日〔火〕
管弦楽：東京交響楽団
ソプラノ：大岩千穂、アルト：竹本節子、テノール：小原啓楼、バリトン：宮本益光
第2回：2011年（平成23年）12月29日〔木〕
管弦楽：東京フィルハーモニー交響楽団
ソプラノ：日比野幸、アルト：小泉詠子、テノール：経種廉彦、バリトン：成田博之
第3回：2012年（平成24年）12月18日〔火〕
管弦楽：日本フィルハーモニー交響楽団
ソプラノ：日比野幸、アルト：山下牧子、テノール：経種廉彦、バリトン：成田博之
第4回：2013年（平成25年）12月13日〔金〕
管弦楽：イルミナート・フィルハーモニー・オーケストラ
ソプラノ：大山亜紀子、アルト：山下牧子、テノール：小原啓楼、バリトン：成田博之
第5回：2014年（平成26年）12月15日〔月〕
管弦楽：イルミナート・フィルハーモニー・オーケストラ
ソプラノ：文屋小百合、アルト：山下牧子、テノール：小餅谷哲男、バリトン：田中勉

## 演目および放送

### 演目
基本的にはベートーヴェン「第九」の演奏のみとなっているが、公演回により追加の演目が用意される場合がある《最近の例では、2013年（平成25年）開催分の第4回公演に於いて「THE 発声」（作曲／青山樹里）と呼称される歌唱指導のコーナーを「第九」演奏に先立って設けている》。

### 放送（関連番組）
主催者であるTOKYO FMに於いて番組制作がなされ、放送される。初回公演が開催された2010年（平成22年）と第2回公演が開催された2011年（平成23年）以降とでは、番組制作形態が異なっている。
初回公演が行われた2010年に於いては、同年に於ける公演期日である「12月21日（火）」に向けて、同年4月から11月まで月1回、第3又は第4日曜日に『TOKYO FMプレミアム・クラシック・ナイト SUZUKI presents 西本智実 夢の第九コンサートへの道』と題された関連ラジオ番組を放送、公演指揮者・西本智実自身がパーソナリティ役となって毎回ゲストを招いてトークを展開させると共に、番組後半では「第九」を歌唱する際のポイントなどを語った。そして公演当日には会場の日本武道館から生中継にて公演の模様を伝えた。
一方、第2回公演が開催された2011年以降では、同じく民間放送事業者が主催する「1万人の第九」や「第九ひろしま」に於いてと同様、終演となってから後日にドキュメンタリー番組として制作・放送されている。
なお本興行関連番組は、現在〔少なくとも第3回公演が行われた2012年以降〕、JFN系列加盟38局の全国ネットワークにより放送されてきている。

## 合唱団について

### 人数規模
主催者側よりこれまで発表されてきている、本興行に於ける合唱参加人員規模（予定人数ベース）については、以下に示すような変遷を辿っている。
| 開催回                            | 合唱参加人員 | 摘要                 |
| --------------------------------- | ------------ | -------------------- |
| 第1回（2010年）                   | 約6,000名    | [ 12 ]               |
| 第2回（2011年） ～第4回（2013年） | 約4,000名    | [ 13 ] [ 14 ] [ 15 ] |
| 第5回（2014年）                   | 約3,000名    | [ 16 ]               |

なお本興行に於いては、「第九」への合唱参加形態として、他の「第九」催事に於ける合唱出演者と同様に一定の服装規定（ドレスコード）が適用され且つ合唱パート分けが為された上で演奏に合唱参加するものと、服装自由で且つパート分けが為されないまま合唱参加するものの2通りが設定されており、合唱参加者の募集についてもこれら2つの形態それぞれについて行われている《具体的な募集方法については、この後に控える「募集」項を参照》。上記にて列挙した開催回毎の人数規模は何れも、両形態それぞれに属する人数を合算したものとなっている。

### 募集
本興行に於ける合唱参加者の募集は、「第九合唱チケット」と呼称される座席券を発売することを通じて行われる。この「第九合唱チケット」は全席指定の座席券として取り扱われ、一般的な演奏会チケット（本興行に於いても「鑑賞チケット」として別途設定有り）と同様にチケット販売委託事業者に於いて販売される。なお、合唱参加に際してオーディションは設定されない《勿論「第九」経験は不問》。
この「第九合唱チケット」は発券されたチケット券面に記載された座席番号で指定された座席にて「第九」演奏に合唱参加するというもので、大きく”正装シート”と”カジュアルシート”の2種類に分かれており、”正装シート”券のみ更に混声合唱4パート（ソプラノ・アルト・テノール・バス）に分かれて券種設定されている。一方”カジュアルシート”券については合唱パートによる券種分割はされておらず、よって「合唱チケット」として用意されている券種は全部で5つということになる。

本興行に合唱参加を希望する者は、これら「合唱チケット」計5券種の中から一つを選択した上で、本興行に於いて指定されたチケット販売委託事業者毎の取扱箇所に於いて予約・購入することになる。
”正装シート”券の購入者は、そのチケット券種呼称が示唆する通り、演奏参加に際してドレスコードの適用を受けると共に、公演当日、本番に先立って行われるリハーサルへの出席を求められる。
一方”カジュアルシート”券の購入者については、合唱パートに関係なく自由に演奏参加出来る他、服装も自由で且つ本番に先立って行われるリハーサルへの出席も任意である。
なお2010年（平成22年）開催分の初回公演に限っては、「合唱チケット」は”スタンダードタイプ”と”プレミアムタイプ”の2つに大別され、前者は「ソプラノ・アルト・テノール・バス・カジュアルシート」の5券種、後者は「ソプラノ・アルト・テノール・バス」の4券種にそれぞれ分けられていた。そして、”スタンダードタイプ”の「カジュアルシート」券以外の購入者は全てドレスコードの適用を受けると共に、公演当日の本番前に実施されたリハーサルへの出席も義務づけられた。

### 楽譜について
本興行では、合唱参加者に対して、本番に於いて楽譜を手にして「第九」演奏に臨むよう求めている。「第九」の譜面（合唱スコア）を見ながら演奏参加することを許容しているのは、国内に於ける千単位以上の人数規模を有する合唱団を従えての「第九」催事の中では本興行のみである。

但し、同時に、光沢のある表紙を有する楽譜を本番に於いて使用する場合について、光の反射により他の出演者の演奏の妨げとならないよう無光沢の譜面カバーを装着するよう求めている。

## レッスン（練習会）について

### 概要

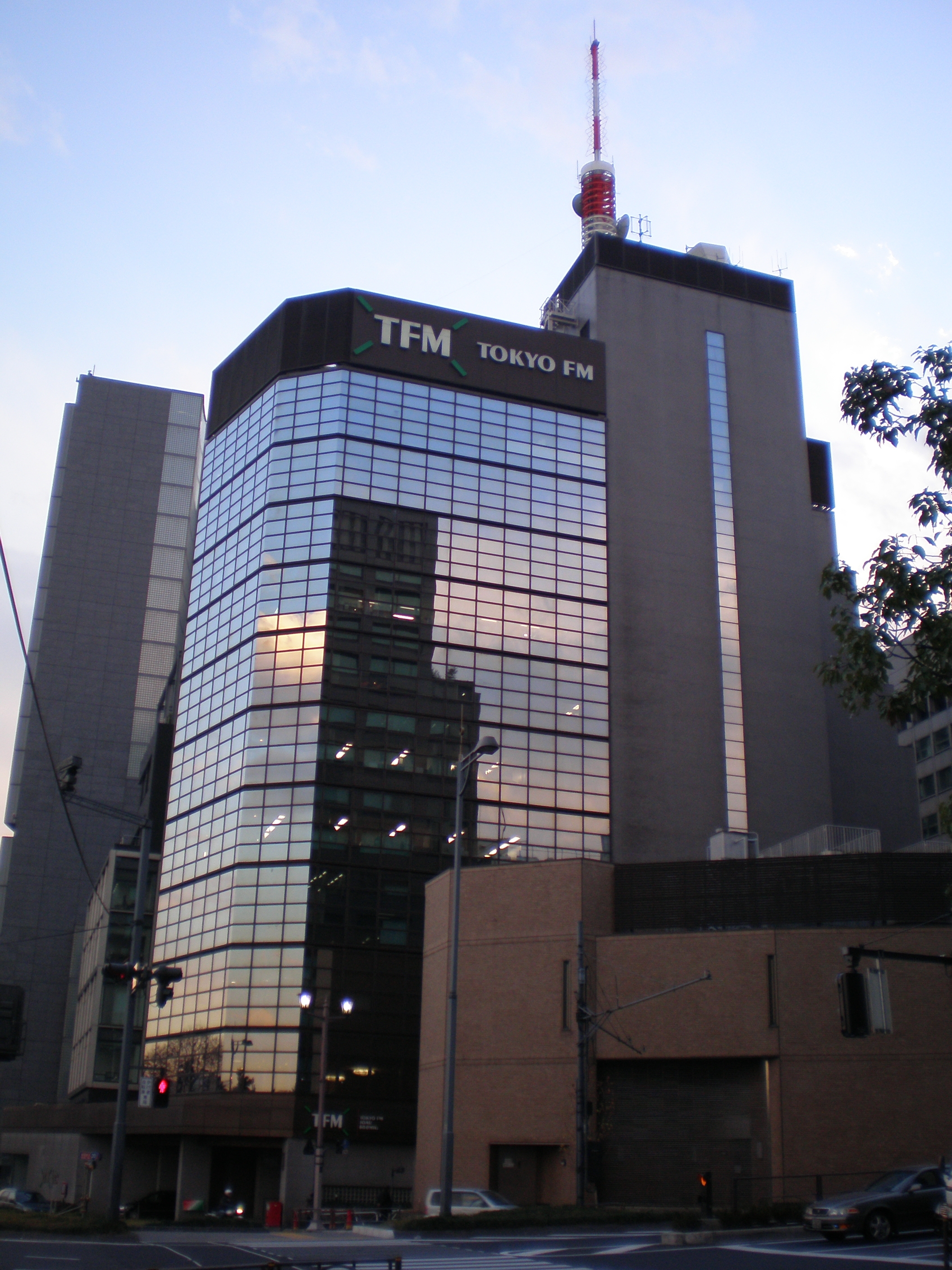
本興行を主催するエフエム東京（TOKYO FM）の本社社屋。この中に入っている「TOKYO FMホール」を使って練習会が行われる

合唱参加者向けに用意されるレッスン（練習会）は、本興行の主催者・TOKYO FMの本社社屋内に入っている「TOKYO FMホール」に於いて行われる。

この練習会への出席自体は任意とされているが、有料となっており、1回出席する毎に「参加費」の名目で支払わなければならない《練習会場に於いて徴収；大人・子供同額》。
練習会の開講頻度は、第2回公演（2011年；平成23年）までと第3回公演（2012年；平成24年）以降とで差が生じている。

第2回公演が開催された2011年までは月に2～5日程度の割合で開講されており、特に2011年11月以降に於いては月に5日開かれていた。これに対し第3回公演以降は月に2～3日程度のペースとなっている。
開講日当日には、曜日に関係なく、3回の練習会が組まれており、1回あたり2時間半のレッスン時間が確保されている他、1回開かれる毎に入替が行われる。
以下にて、主催者側が示している練習会スケジュールを示す《本興行が創始された2010年（平成22年）以来、変更されていない》。
- 平日（月～金）：「10時30分～13時」・「14時～16時30分」・「18時30分～21時」
- 土日祝：「10時30分～13時」・「14時～16時30分」・「17時～19時30分」

練習会に出席するためには、希望する開講日の1週間前までに公式サイト上から予約を入れることが必要となる《但し、インターネット接続環境を保有していない等の理由からインターネットを使用出来ない状況下にある場合、公演事務局（夢の第九コンサート事務局）に於いて電話による予約代行受付を行う》。

予約抜きに当日参加することも可能ではあるが、予約人数が練習会定員に達した場合には予約申込者が優先される決まりとなっているため、予約状況によっては出席を断られる場合がある。
なおレッスン内容（カリキュラム）については、練習会を開く度に出席者の顔ぶれが替わり且つ「第九」経験度合いも様々となることから、予め組むようなことはせず、その都度指導担当者がレッスン内容を決めていく。

### 指揮者練習
第3回公演が開催された2012年（平成24年）までは、本番に至るまでの練習会全スケジュールのうち一部の日時開講分について、公演指揮者の西本智実が直接指導する機会が設定されていた。

その頻度は、初回公演が開催された2010年（平成22年）については具体的な回数を公表していないが、翌2011年（平成23年）と2012年はそれぞれ「2回」ずつとされていた。
なお、第4回公演が開催された2013年（平成25年）以降は西本による直接指導の機会は設定されず、代わりに第4回公演より演目として追加されている「THE 発声」に於いて指導役として登場するイルミナート・フィルの所属指揮者、辻博之が一部の練習会について指導担任を務めるようになってきている。

### 練習会出席と公演本番出演
本興行に於いては、公演本番への出演に際し、練習会への出席回数の多少が問われることはない。勿論、出席回数の上限も特に定めていない。
ただ、第3回公演が開催された2012年（平成24年）以降、練習会への出席が一定回数以上となった合唱参加者について、人数限定（先着順）ながらステージ上からの演奏参加を出来るようにした《これに伴い、練習会出席者に対してスタンプカードの配布を開始》。
ステージ上からの合唱参加定員、及びその実現に必要な練習会への最低出席回数を以下にて列挙する。
| 開催年（回） | 募集人数（先着） | 最低出席回数 | 摘要   |
| --- | ---------------- | ------------ | ------ |
| 2012年 （第3回公演） | 60名             | 18回         | [ 21 ] |
| 2013年 （第4回公演） | 60名             | 14回（8回）  | [ 22 ] |
| 2014年 （第5回公演） | 160名《予定》    | 10回（6回）  | [ 23 ] |
| 【備考】 「最低出席回数」欄に於いて、括弧内の回数表記は過去開催分（2012年開催分以降）に於けるステージ上からの合唱参加経験者に対して適用される最低出席回数を示す |                  |              |        |

尤も、先にも記しているように、練習会への出席自体が有料となっていることから、オーケストラやソリスト陣が乗るステージ上からの演奏参加を実現させるためには、合唱参加のため最初に購入する「合唱参加チケット」の発売額も含めて数万円程度の金銭的負担を求められることになる。

### 音楽教室による独自レッスン（練習会）
第3回公演が開催された2012年（平成24年）、本興行の主催者たるTOKYO FMが用意する練習会とは別に、東京都心を中心に大人向け音楽教室などを展開する「EYS MUSIC SCHOOL」が、公演月（12月）の上旬に計4回、”みんなで歌おう!『TOKYO FM 夢の第九コンサート』特別レッスン”と銘打ったレッスン（練習会）を独自に企画・実施していた。
この練習会は1回あたり1時間半のレッスン時間で且つ定員5名の少人数制となっており、受講に際しては当該練習会を企画する音楽教室への直接の電話予約を必要とした。少人数制であることから、練習会講師として「東京芸術大学に在籍する」声楽家を招いて細かいニーズに応えながらレッスンを進めることが出来る、としていた。

## その他特記事項
- 2010年（平成22年）開催の初回公演では、遠隔地からの合唱参加者や聴衆のため、JTBの協力により参加者向けツアープランが用意された他、本興行の主催者TOKYO FMの本社社屋の道路向かいに所在するホテル「グランドアーク半蔵門」[18][注 19]の協力により参加者向け優待宿泊プランが用意されていた。